# Biserica Romano-Catolică

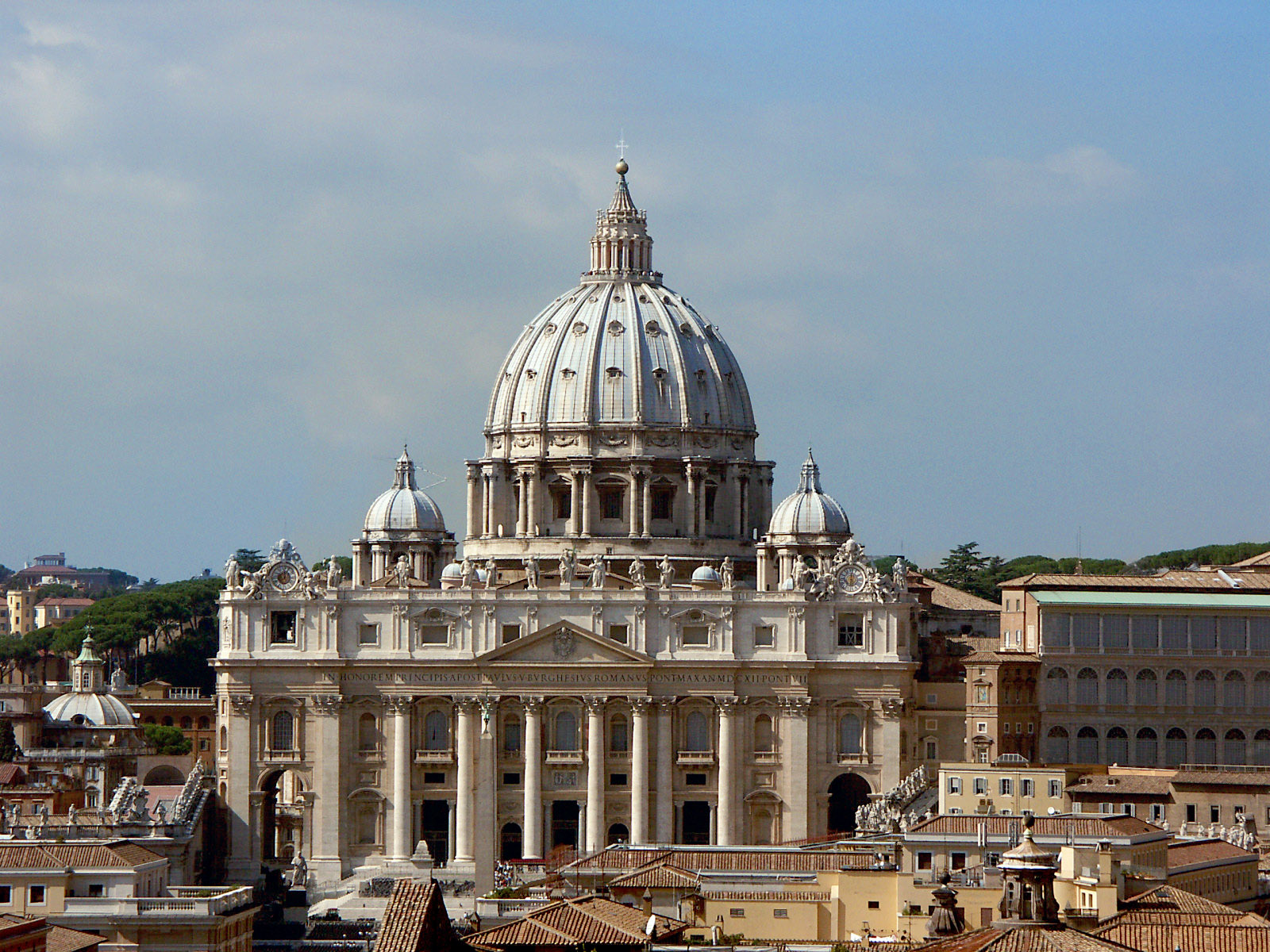
Bazilica Sfântul Petru din Roma, sediul Bisericii Romano-Catolice.

Biserica Romano-Catolică sau Biserica Romei (în latină Ecclesia Romana sau Ecclesia Latina) este partea Bisericii Catolice care folosește ritul latin. Mai este cunoscută drept Biserica Latină. 
Întâistătătorul acestei biserici este episcopul Romei, care poartă și titlul de papă. Acesta este socotit drept urmaș al Sfântului Petru, căruia Mântuitorul i-a spus „Paște oile mele” (Ioan 21:17) respectiv „Tu ești Petru și pe această piatră voi zidi biserica mea” (Matei 16:18).
Biserica Romei este cea mai veche biserică creștină care s-a păstrat neîntrerupt până în prezent. În primul mileniu creștin episcopul Romei a făcut parte din Pentarhie, alături de patriarhii de Ierusalim, Alexandria, Antiohia și Constantinopol, care s-au considerat urmașii de drept ai colegiului apostolilor, formată din apostolii lui Isus Cristos. Chestiunea primatului papal a dus la divergențe tot mai mari între episcopul Romei și ceilalți patru membri ai Pentarhiei, care s-au agravat și au culminat în ruperea comuniunii bisericești în anul 1054.

## Etimologie
Termenul „biserică” provine din latinul „basilica” și, ca nume propriu, desemnează societatea religioasă fondată pe baza învățăturilor lui Isus Cristos.
Termenul „catolic” provine din grecescul „καθολικός”, care înseamnă „universal”.
Ignațiu de Antiohia, discipol al Apostolului Ioan, dă în anul 110 cea mai veche mărturisire în care apare acest nume. În primele trei secole ale Bisericii, creștinii spuneau: „creștin este numele meu, catolic este prenumele meu”. Ulterior, s-a folosit termenul „catolic”, pentru a face diferența față de unele grupuri creștine ale căror doctrine diferă de dogmatica creștină (cum ar fi gnosticii).

## Caracteristici

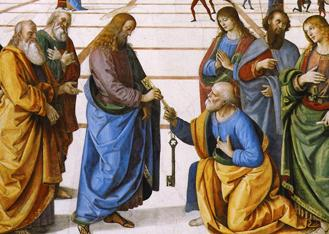
Isus Hristos dându-i Sfântului Petru cheile raiului, conform tradiției catolice acesta fiind temeiul primatului papal

Biserica Catolică s-a definit pe sine drept simbol și instrument al uniunii tot mai adânci cu Dumnezeu și al unității întregii omeniri (Lumen gentium, articolul 1). Acest drum spiritual poate fi parcurs de fiecare om cu ajutorul Sfintelor Taine: botezul, euharistia, cununia, spovada, mirungerea, maslul și preoția, prin intermediul cărora credinciosul se întâlnește cu Isus Cristos.
Biserica Catolică consideră că are misiunea de a elabora și propaga învățătura creștină, precum și aceea de a veghea asupra unității credincioșilor. Biserica Catolică este formată din totalitatea bisericilor locale, numite dieceze. În fruntea fiecărei dieceze se află un episcop, considerat succesor al apostolilor, în comuniune cu episcopul Romei.

### Învățătura esențială

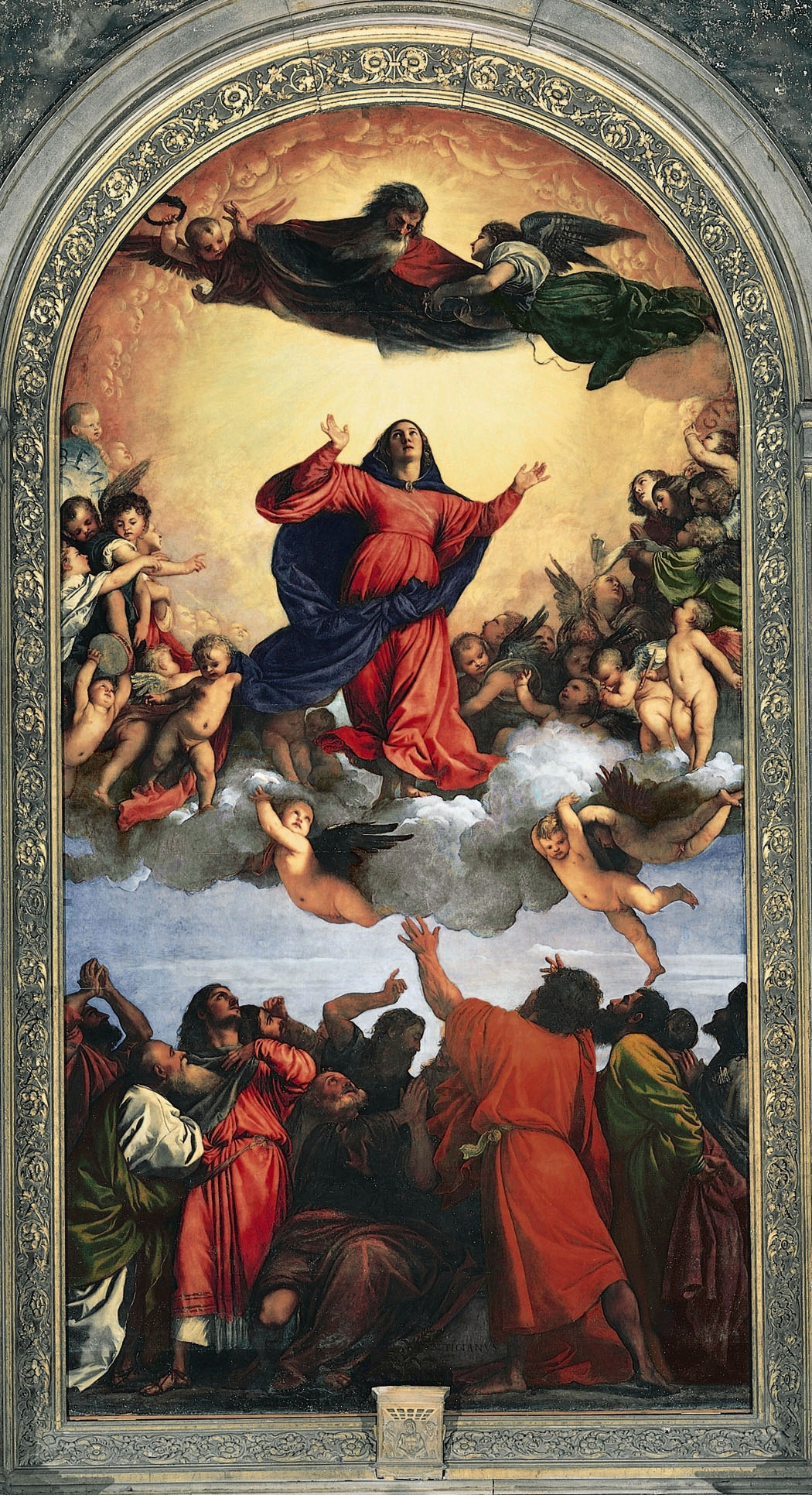
Asunción de la Virgen, Tițian, Santa Maria gloriosa dei Frari (Veneția)

Învierea Domnului este credința pe care se bazează activitatea Bisericii. La fel cum Isus Cristos a avut o dublă natură (om adevărat și Dumnezeu adevărat), tot așa și Biserica consideră că are un dublu caracter: uman și divin. Adică este alcătuită din oameni, animați însă de Sfânta Treime.
Papa veghează ca învățătura creștină să fie transmisă din generație în generație. Autoritatea sa obligatorie este recunoscută numai de catolici.

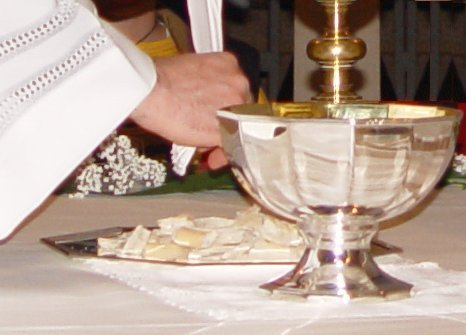
Euharistia

Atitudinea celorlalte ramuri ale creștinismului față de instituția papalității diferă în mod substanțial de la o ramură la alta. În decursul primului mileniu al erei creștine, unele biserici ortodoxe orientale au recunoscut primatul papal sub diverse forme și în diverse contexte politice. Anglicanismul și protestantismul resping supremația papalității.

## Conducerea și ierarhia bisericii
În plan ierarhic clerul este clar definit de popor și se divizează conform nivelelor de sanctitate:
- episcop;
- preot;
- diacon.

Ierarhia clerului presupune și un număr mare de gradații și posturi bisericești, ca exemplu:
- cardinal;
- arhiepiscop;
- mitropolit;
- prelat;
- abate;

## Istoria
Comunitatea organizată de Isus din Nazaret a fost dusă mai departe de apostoli, între care un rol proeminent l-au avut Simon Petru și Pavel din Tars. O scrisoare scrisă în jurul anului 100 de Ignatie al Antiohiei (Ignatie Teoforul) este cel mai vechi text conservat azi în care se folosește termenul ἡ καθολική ἐκκλησία (i katoliki ekklesia: Biserica catolică).
În primul secol papa Clement I a trimis o epistolă corintenilor spre a stinge un conflict local. Deși Sf. Apostol Ioan era în viață și era mult mai aproape de Corint decât Clement, totuși corintenii au apelat la papa Romei pentru a le rezolva neînțelegerile.

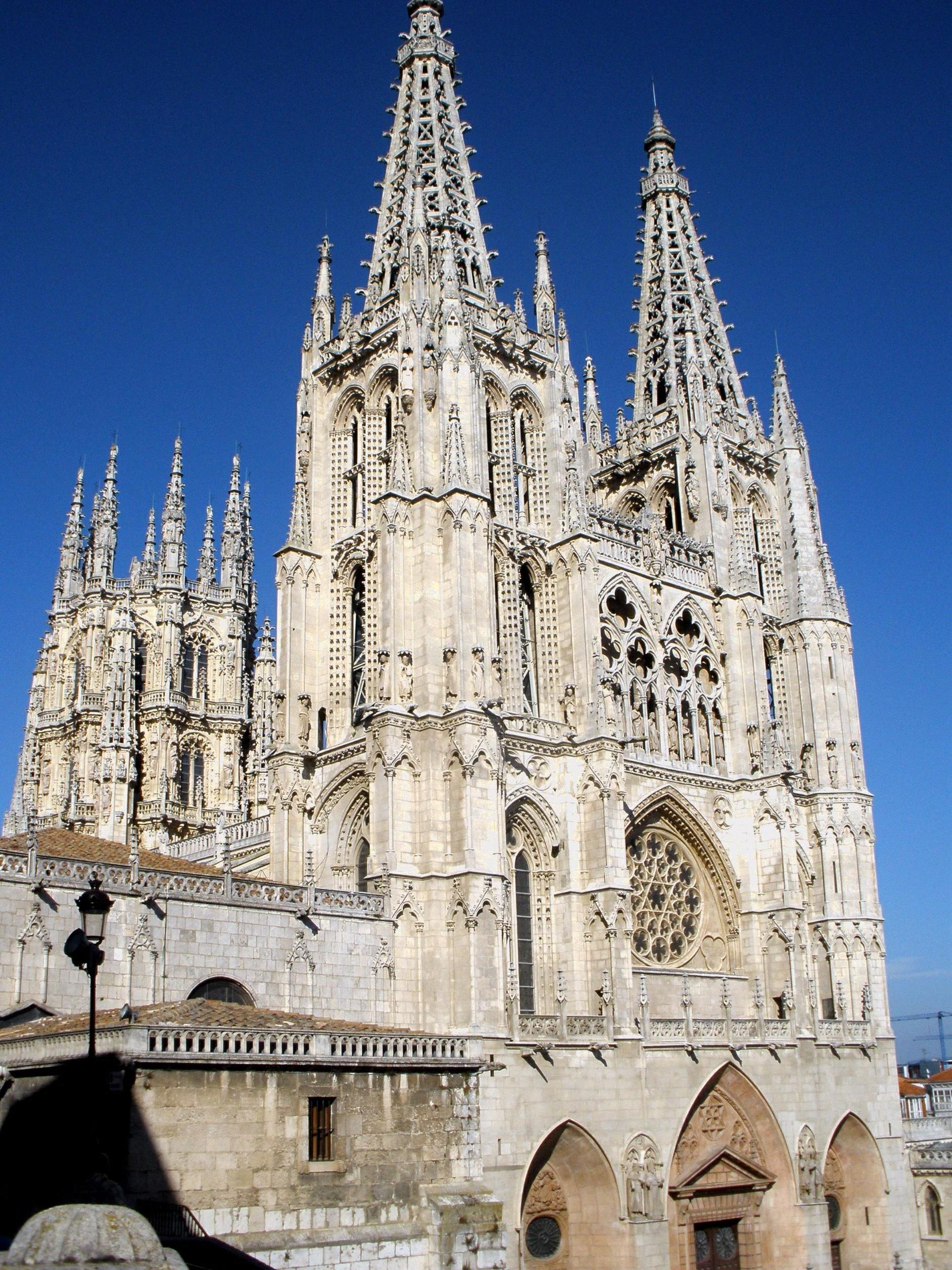
Catedrala romano-catolică din Burgos, Spania.

În secolul al treilea episcopul Irineu de Lyon, originar din Izmir, a formulat succesiunea apostolică drept criteriu pentru aprecierea unui episcop ca fiind legitim. Astfel au început să fie întocmite liste care să ateste linia neîntreruptă de la apostoli până la ocupantul actual al unui sediu episcopal. Eusebiu din Cezareea s-a numărat între primii care au întocmit asemenea liste.
În anul 325 s-a desfășurat Primul conciliu de la Niceea, prezidat de împăratul Constantin cel Mare. Acolo a fost stabilit rolul însemnat al sediilor episcopale de la Roma, Alexandria, Antiohia și Ierusalim. 
În 375 papa Damasus I a susținut pentru episcopia de la Roma un rol primordial. Papa Siriciu a emis ulterior Decretalia Constituta, fundamentând primatul papal. Rufinus de Aquileia a tradus un document descoperit într-un manuscris grecesc din secolul II, prin care se făcea conexiunea dintre Sfântul Petru și episcopii romani ca succesori ai săi. Autorul documentului respectiv ar fi copiat în acel manuscris o scrisoare trimisă  de Papa Clement I Sfântului Iacob, aflat la Ierusalim, prin care îl informa că ultima dorință a lui Petru era convocarea comunității creștine din Roma, căreia i se adresa susținând ca îi încredințeaza lui Clement puterea de a lega și dezlega păcatele, astfel, aspectele juridice au fost întărite. 
În secolul al V-lea Imperiul Roman de Apus se afla în plină criză din cauza invaziilor barbare, în timp ce prestigiul și influența Bisericii creștea, mai ales în timpul pontificatului lui Leon cel Mare, care utiliza dreptul roman și a negociat cu Attila și Geinseric. Autoritatea papei era limitată la bisericile occidentale, conform decretelor pontificale adresate episcopilor si mitropoliților. Deținea o minimă influență asupra Orientului și de aceea s-a convocat cel de-al treilea conciliu de la Efes, prin care se încerca evidențierea rolului papei. S-a stabilit dreptul de succesiune roman, stabilind dobândirea legitimă a drepturilor și statutului juridic, funcția și puterile, însă nu și meritele personale ale lui Petru, fiind denumit nedemnul urmaș al Sf. Petru, el fiind Apostolicus și nu Apostolus. Împăratul Valentinian al III-lea (424-455) a promulgat un edict prin care recunoștea primatul papal ca fiind valabil și în Orient. La baza primatului papal se aflau meritele Sfântului Petru, rangul si demnitatea orașului Roma și o decizie sinodală. Biserica Romană dobândea, astfel, puterea de lege. Dar victoria papalității a fost de scurtă durată, fiind convocat conciliul de la Chalcedon, prin care erau adoptate canoane care nu recunoșteau autoritatea papalității, Biserica de la Constantinopol afirmându-și și ea autoritatea, având un patriarh-funcționar imperial din fiecare dioceză. Episcopii au fost supuși presiunilor, fiind determinați să se opună patriarhiei de la Alexandria și Constantinopol. Leon I i-a trimis o scrisoare împăratului Marcian și Pulcheriei, prin care își exprima nemulțumirile. Petru era considerat primul dintre egali.

### Evul Mediu
În antichitate creștinii erau răspândiți peste tot în Imperiul Roman (din Spania până în Siria). După Marea Schismă (1054) dintre Biserica Latină și Biserica Greacă, creștinii din est și cei din vest nu s-au mai recunoscut reciproc. Atât papa Romei, cât și patriarhul  de Constantinopol au pretins conducerea spirituală asupra întregii creștinătăți, fapt reflectat în titulatura Patriarhiei de Constantinopol, care și-a spus „ecumenică” (adică a întregii lumi locuite).
Conciliul de la Basel, Ferrara și Florența (1439) a dus la semnarea unui acord de reunire bisericească între vest și est, care nu a fost de lungă durată, Constantinopolul fiind ocupat de Imperiul Otoman în 1453.
În secolul al XVI-lea au apărut în vest Bisericile Protestante care voiau să reformeze catolicismul și se opuneau dogmelor Bisericii Romei. Primul reformator protestant a fost călugărul augustinian Martin Luther, care a atras în noua sa biserică o mare parte din populația din Imperiul Romano-German. Acesta a fost urmat de Jean Calvin și Ulrich Zwingli în Elveția. În Marea Britanie reforma a fost impusă de regele Angliei, Henry al VIII-lea, iar în Scoția de predicatorul John Knox.

### Contrareforma

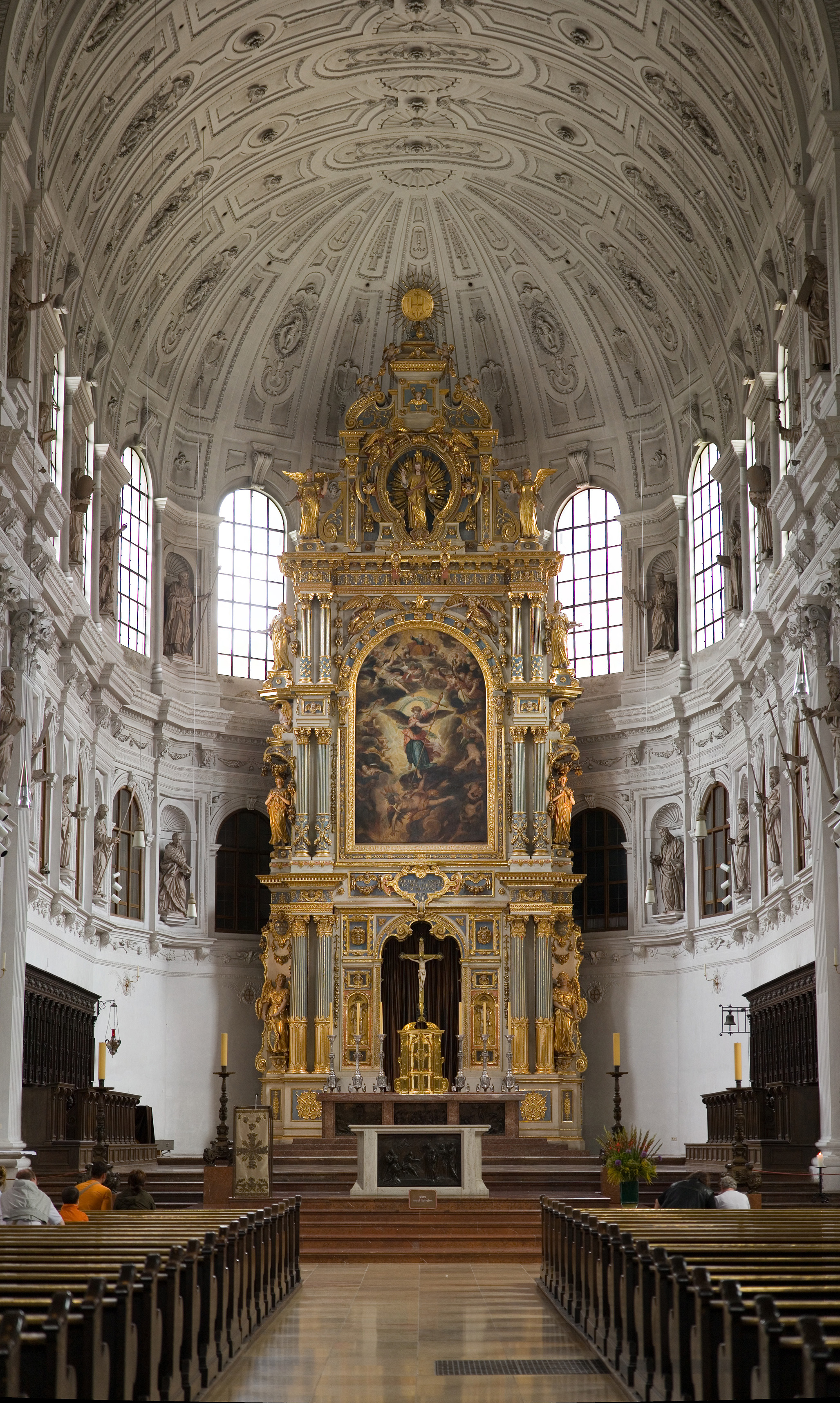
Un altar dintr-o biserică romano-catolică.

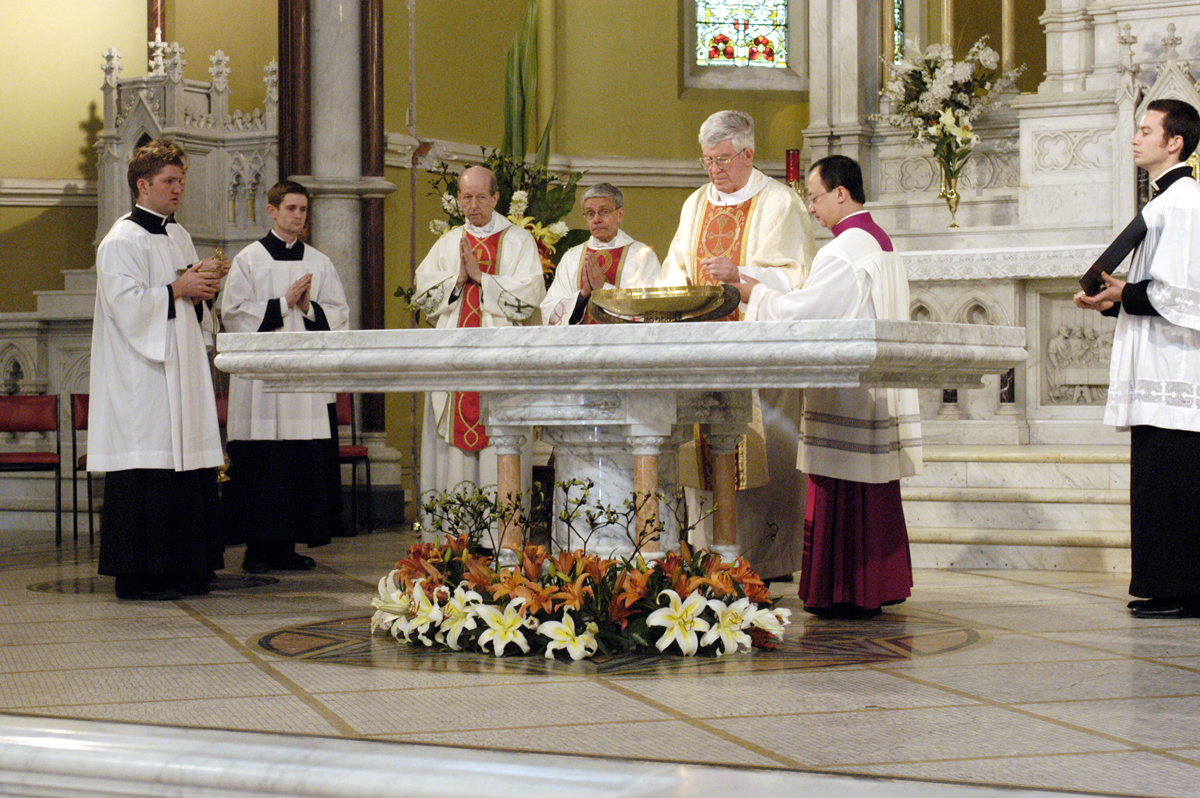
Preoți romano-catolici la liturghie, Franța.

Ca replică la Reforma Protestantă propagată de Martin Luther și alții, Biserica Catolică a realizat o serie de reforme în interior, reforme ce primesc colectiv numele de Contrareformă. Conciliul care a salvat o mare parte din Biserică a fost Conciliul Tridentin, inițiat la apelul Papei Paul al III-lea și care a impus măsuri severe împotriva răspândirii protestantismului.

### Contemporaneitate
Cronologie
- 1869  -- Conciliul Vatican I.

- 1870 -- Destrămarea Statului Pontifical.

- 1907 -- Lupta contra modernismului.

- 1962 -- Conciliul Vatican II.

- 1973 -- Teologia eliberării.

- 1978 -- Începe pontificatul lui Ioan Paul al II-lea. Orientat în mod special către ecumenism și înțelegerea tuturor religiilor. Activ în recuperarea doctrinei tradiționale catolice despre sexualitate.

- 2005 -- Începe pontificatul lui Benedict al XVI-lea. Și acesta este deschis către alte religii.

- 2013 -- Începe pontificatul papei Francisc.

### Distribuția în lume

Hartă ce arată procentajul catolicilor în lume.

Numărul total teoretic al catolicilor, dacă se consideră a fi catolici toți cei botezați în această credință, în lume este mai mare de un miliard, concentrându-se, în special, în Europa și America..
În Europa, cei botezați catolici sunt majoritari în următoarele țări: Andorra, Austria, Belgia, Croația, Franța, Ungaria, Irlanda, Italia, Lituania, Malta, Monaco, Polonia, Portugalia, San Marino, Slovacia, Slovenia și Spania. În Germania, Republica Cehă, Țările de Jos, Elveția și Irlanda de Nord, sunt, la număr, similari cu protestanții.
Potrivit datelor recensământului oficial din 2002, numărul romano-catolicilor din România era de 1.028.401 de persoane. Potrivit recensământului intern al Bisericii Catolice, numărul romano-catolicilor ar fi mai mare cu aproximativ 100.000 de persoane.
În țările anglofone și, în general, în statele din Commonwealth, catolicismul nu a fost foarte popular din cauza puternicei tradiții anglicane și protestante a Imperiului Britanic. Cu toate acestea, în unele din aceste state există puternice comunități catolice, de origine irlandeză sau latino-americană.
Cea mai mare parte a populației din America Latină se consideră catolică mai mult sau mai puțin, cu excepția Cubei, unde catolicismul este religia a mai puțin de jumătate din populație.
În Asia, statele catolice sunt înconjurate de state musulmane: Filipine (influențat de faptul că este o fostă colonie spaniolă) și Timorul Oriental (fostă colonie portugheză); în alte țări, cum ar fi Liban, reprezintă doar jumătate din populație; de asemenea, mici comunități catolice sunt în Israel, Siria, Coreea, India și Vietnam.
În Africa, populația catolică numără circa 100 milioane, fiind majoritară în Ruanda și Burundi.